# Christian Wulff
Christian Wilhelm Walter Wulff (/ˈkʁɪsti̯an ˈvʊlf/ ), né le 19 juin 1959 à Osnabrück (Basse-Saxe), est un homme d'État allemand, membre de l'Union chrétienne-démocrate d'Allemagne (CDU).
Après avoir présidé la Schüler Union (SU), organisation étudiante de la CDU, il est élu en 1994 président du parti dans le Land de Basse-Saxe. Il postule alors aux élections régionales mais échoue à redonner le pouvoir au centre droit tandis que le SPD de Gerhard Schröder obtient la majorité absolue au Landtag. Élu député, il prend la présidence du groupe parlementaire chrétien-démocrate. Il enregistre un nouvel échec en 1998.
Aux élections de 2003, il remporte une nette victoire en totalisant plus de 48 % des voix, échouant de peu à conquérir plus de la moitié des sièges à pourvoir. Il constitue alors une « coalition noire-jaune » avec le FDP et succède à 43 ans au social-démocrate Sigmar Gabriel comme ministre-président de Basse-Saxe. Bien que la CDU recule de six points lors du scrutin de 2008, sa majorité est reconduite et il conserve ses fonctions.
Après que le président fédéral Horst Köhler a démissionné, la chancelière fédérale Angela Merkel décide qu'il sera le candidat chrétien-démocrate aux fonctions honorifiques de chef de l'État. Bien que la coalition gouvernementale fédérale dispose d'une large majorité à l'Assemblée fédérale, il doit attendre le troisième et dernier tour de scrutin pour être élu le 30 juin 2010, une première depuis 1994. Plus jeune titulaire du poste de président fédéral, il bénéficie d'une forte popularité auprès de ses concitoyens. Il abandonne en conséquence le gouvernement de Basse-Saxe.
Il remet sa démission le 17 février 2012, après que le parquet de Hanovre a demandé au Bundestag de pouvoir le poursuivre pour prévarication et corruption. Son procès s'ouvre en avril 2013 et se conclut en février 2014 par son acquittement.

## Éléments personnels

### Formation et carrière
Après avoir obtenu son Abitur, il accomplit des études supérieures de droit à l'université d'Osnabrück de 1980 à 1986. Un an plus tard, il passe son premier examen juridique d'État, puis réussit le second en 1990.
Il est depuis avocat au cabinet « Dr Funk, Prof. Dr Tenfelde und Partner » d'Osnabrück, mais se trouve en congé du fait de son engagement en politique.

### Vie privée
De 1988 à 2007, il a été marié avec Christiane Vogt, rencontrée lors de ses études de droit, avec qui il a eu une fille, Annalena, née en 1993. En 2008, il épouse en secondes noces Bettina Körner, travaillant à la chancellerie régionale, de quatorze ans sa cadette et elle-même mère d'un enfant. Le couple a depuis eu un fils, prénommé Linus Florian. 
En 2012, après la publication d'une autobiographie de son épouse dans laquelle celle-ci révèle des difficultés conjugales, le couple annonce sa séparation au début du mois de janvier 2013. Leur procédure de divorce, rendue publique au mois de mars 2015, est néanmoins interrompue quelques mois plus tard. Christian et Bettina Wulff se séparent à nouveau en 2018.

## Vie politique

### Au sein de la CDU
En 1978, il prend la présidence fédérale de la Schüler Union (SU), association des étudiants de la CDU et l'occupe jusqu'en 1980. Il entre au comité directeur de la Junge Union (JU) en Basse-Saxe en 1979, et en devient président quatre ans plus tard. Il quitte l'organisation en 1985, un an après avoir été élu membre du comité directeur régional de la CDU.
En 1994, à l'âge de 35 ans, Christian Wulff prend la tête de la fédération du parti en Basse-Saxe. Quatre ans plus tard, il est désigné vice-président fédéral de la CDU, sous la présidence de Wolfgang Schäuble. Il est maintenu en fonction lorsque celui-ci est remplacé par Angela Merkel, en 2000.
Il a été remplacé à la présidence de la CDU régionale en 2008 par David McAllister.
À la suite de son élection à la présidence fédérale allemande, il a renoncé à son adhésion à la CDU et démissionné de la vice-présidence fédérale du parti.

### Carrière en Basse-Saxe

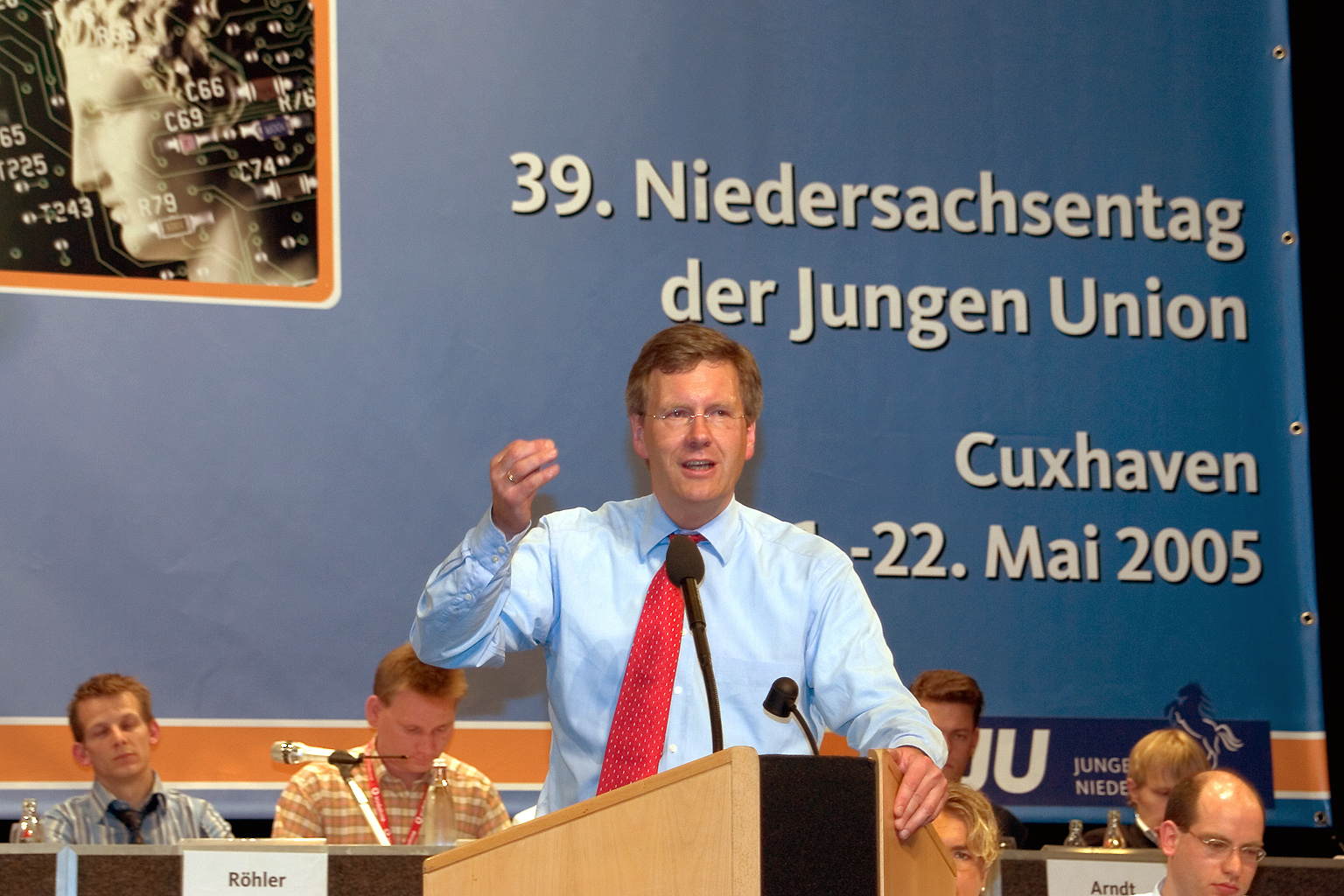
Christian Wulff, ministre-président de Basse-Saxe, en 2005.

Il est élu au conseil municipal d'Osnabrück en 1986 et y siégera durant quinze ans. En 1989, il est porté à la tête du groupe municipal du CDU, renonçant à ce poste cinq ans plus tard.
Le 13 mai 1994, il devient député régional au Landtag à la suite des élections régionales auxquelles il se présentait comme candidat au poste de ministre-président contre le sortant Gerhard Schröder et qu'il a perdues avec 67 députés contre 81 sur 161. Il est alors désigné président du groupe CDU. Ce duel se répète le 1er mars 1998, de nouveau remporté par Schröder avec 83 élus sur 157, contre 62 à la CDU. Finalement, cette dernière s'impose aux élections du 2 février 2003 en obtenant 48 % des voix et 91 sièges sur 183. Le 4 mars, Christian Wulff est élu ministre-président de Basse-Saxe par le Landtag, en remplacement de Sigmar Gabriel et soutenu par une coalition noire-jaune. David McAllister lui succède à la présidence du groupe parlementaire.
Personnalité politique populaire, son nom fut brièvement évoqué pour être le candidat de la CDU/CSU à la chancellerie fédérale (kanzlerkandidat) dans le cadre des législatives prévues pour septembre 2006. Toutefois, après l'annonce de l'anticipation des élections fédérales au 18 septembre 2005, il annonça qu'il n'y serait pas candidat, arguant qu'il n'avait pas achevé son premier mandat régional. Le scrutin n'ayant dégagé aucune majorité, son nom revint alors en cas d'échec d'Angela Merkel à former une coalition ou à gouverner le pays.
Il a occupé la présidence de la conférence des ministres-présidents de 2006 à 2007.
Le 27 janvier 2008, il remporte les élections régionales en obtenant 42 % des suffrages et 68 députés régionaux sur 152. Il reconduit alors sa coalition avec le Parti libéral-démocrate (FDP) et est investi pour un second mandat le 26 février. Lors du remaniement ministériel du 27 avril 2010, il nomme Aygül Özkan ministre des Affaires sociales, faisant d'elle la première ministre allemande d'origine turque. Il démissionne du Landtag le 14 juin, et est remplacé par David McAllister quelques heures à peine après sa démission de la direction du gouvernement régional, le 1er juillet.

### Présidence fédérale

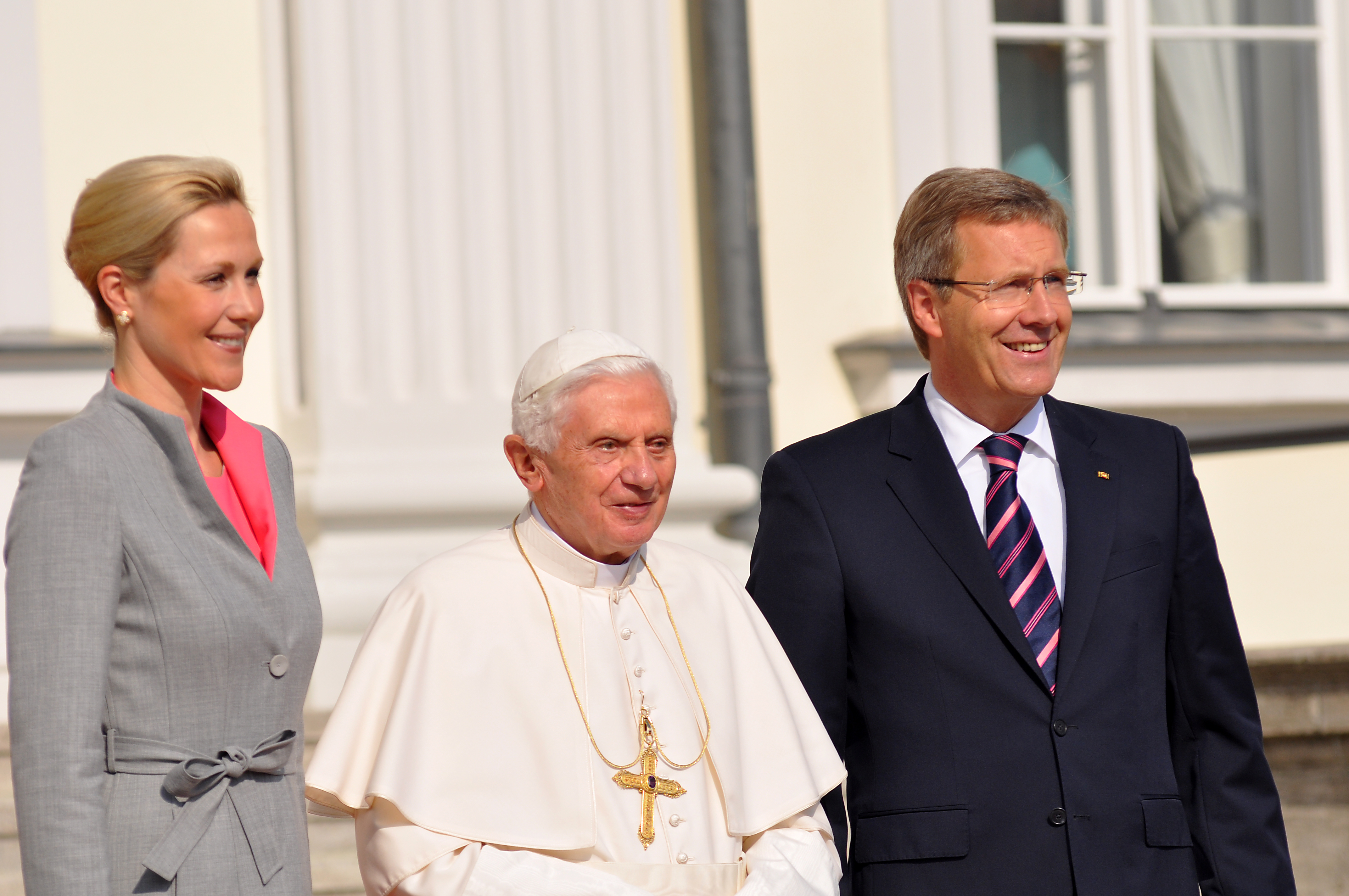
Bettina Wulff, le pape Benoît XVI et Christian Wulff, en septembre 2011 à Berlin.

#### Élection
À la suite de la démission du président fédéral Horst Köhler le 31 mai 2010, il est désigné le 3 juin comme candidat de la coalition noire-jaune fédérale, qui dispose de 644 sièges sur les 1 244 que compte l'Assemblée fédérale, à l'élection présidentielle anticipée convoquée le 30 juin. Opposé à la candidature d'Ursula von der Leyen, ministre fédérale du Travail un temps favorite, il a réussi à faire l'unanimité aussi bien dans le secteur conservateur de son parti que parmi les barons de la CDU/CSU et les libéraux du FDP. Son style consensuel et sa religion catholique ont également joué en sa faveur, dans la mesure où la chancelière Angela Merkel, dont il était l'un des principaux rivaux au sein de la CDU, est pour sa part protestante. Toutefois, des dissensions au sein du centre droit sont nées au cours de la période précédant l'élection concernant sa candidature,,.
Le 30 juin, il est élu président fédéral au troisième tour de scrutin face à Joachim Gauck avec 625 voix contre 494, sur 1242. Il est alors le plus jeune président de l'histoire allemande, le troisième élu lors du troisième tour de scrutin, et le premier chef de gouvernement régional en exercice élu.
Bien qu'il ait battu Gauck avec 131 voix d'avance, son élection est considérée comme un échec pour Angela Merkel du fait de la confortable majorité dont disposait la coalition noire-jaune à l'Assemblée fédérale. À l'inverse de son principal adversaire, qui a engrangé entre 37 et 28 voix de plus que ses soutiens, il n'a pas su rassembler au-delà de son propre camp, et même à l'intérieur de celui-ci, en particulier les libéraux,.

#### Mandat et prises de position
Il entre en fonction le 2 juillet, à la suite de sa prestation de serment devant le Bundestag et le Bundesrat réunis. Lors de son discours d'investiture, il dit vouloir être « le président de tous ceux qui vivent en Allemagne », et non seulement de tous les Allemands, selon la formule traditionnelle, et « jeter des ponts » entre les différentes catégories de citoyens. Selon un sondage paru ce même jour, 72 % de ses concitoyens estiment qu'il fera « un bon président fédéral ».
Le 16 septembre 2010, le Bundestag annonce avoir ouvert une enquête à son encontre pour abus de biens sociaux, qu'il aurait commis au cours de campagnes électorales régionales, pour un préjudice estimé à 400 000 euros.
Le 24 août 2011, le président Wulff critique, devant un parterre de prix Nobel d'économie, la politique de rachat d'emprunts d'État, profitables à l'Italie et à l'Espagne notamment, menée par la Banque centrale européenne. Le chef de l'État allemand reproche ainsi à cette politique un caractère « juridiquement contestable ».

#### Démission
À la fin de l'année 2011, il est mis en cause pour ses liens avec un homme d'affaires de Basse-Saxe, Egon Geerkens. Devant le Landtag, quand il était encore ministre-président, il avait assuré, en février 2010, n'avoir aucun lien avec cet homme, alors même que lui et son épouse avaient bénéficié d'un prêt de 500 000 euros de la part de la femme de Geerkens, Edith. Peu après avoir répondu aux députés régionaux, il avait fait remplacer ce prêt privé par un prêt bancaire classique. Cette affaire le rattrape au début de l'année 2012, lorsque le journal Bild affirme que le chef de l'État a joint Friede Springer, actionnaire majoritaire de leur éditeur, Axel Springer Verlag, le président du directoire de la société ainsi que son rédacteur en chef, pour qu'ils empêchent le quotidien de publier ses révélations, tandis que, selon Die Welt, également propriété de Springer, il a convoqué un de ses journalistes au château de Bellevue.
Le parquet fédéral de Berlin décide, à la suite d'une plainte, d'ouvrir une enquête préliminaire. Le 16 février 2012, le parquet de Hanovre, indiquant avoir recueilli des éléments permettant de soupçonner le président Wulff de prévarication, demande au Bundestag la levée de son immunité. Il annonce sa démission dès le lendemain matin.
Christian Wulff percevra une pension à vie d'environ 200 000 euros par an comme le permet la loi allemande, qui indique à ce titre qu'un président démissionnaire ne perçoit de pension que s'il quitte ses fonctions « pour des raisons politiques ou de santé ». Pourtant, cette annonce suscite une polémique, le chef de l'État démissionnaire n'étant resté en poste qu'un peu plus d'un an et demi alors que son prédécesseur, Horst Köhler, avait quant à lui renoncé à une retraite à vie après six années d'exercice présidentiel.

### Après la présidence
Le 12 avril 2013, un procès s'ouvre contre lui au Landgericht de Hanovre. Christian Wulff est accusé de corruption, pour s'être fait payer, avec son épouse, un séjour dans un hôtel pour une valeur de 500 euros, par le réalisateur David Groenewold, lors d'une visite à Münich pour l'Oktoberfest. Il est acquitté le 27 février 2014.